# Гаявата (Айова)
Гаявата (англ. Hiawatha) — місто (англ. city) в США, в окрузі Лінн штату Айова. Населення — 7183 особи (2020).

## Географія
Гаявата розташована за координатами 42°3′4″ пн. ш. 91°41′20″ зх. д. / 42.05111° пн. ш. 91.68889° зх. д. (42.051024, -91.688979).  За даними Бюро перепису населення США в 2010 році місто мало площу 10,95 км², уся площа — суходіл. В 2017 році площа становила 12,00 км², з яких 11,98 км² — суходіл та 0,01 км² — водойми.

## Демографія
Згідно з переписом 2010 року, у місті мешкали 7024 особи в 3071 домогосподарстві у складі 1796 родин. Густота населення становила 642 особи/км².  Було 3310 помешкань (302/км²).
Расовий склад населення:
| - 88,9 % — білих - 5,1 % — чорних або афроамериканців - 2,2 % — азіатів - 0,2 % — вихідців з тихоокеанських островів - 0,2 % — корінних американців |

До двох чи більше рас належало 2,5 %. Частка іспаномовних становила 2,3 % від усіх жителів.
За віковим діапазоном населення розподілялося таким чином: 23,8 % — особи молодші 18 років, 62,7 % — особи у віці 18—64 років, 13,5 % — особи у віці 65 років та старші. Медіана віку мешканця становила 37,0 року. На 100 осіб жіночої статі у місті припадало 95,4 чоловіків;  на 100 жінок у віці від 18 років та старших — 93,3 чоловіків також старших 18 років.
Середній дохід на одне домашнє господарство  становив 64 315 доларів США (медіана — 51 127), а середній дохід на одну сім'ю — 77 648 доларів (медіана — 62 527). Медіана доходів становила 53 078 доларів для чоловіків та 36 970 доларів для жінок. За межею бідності перебувало 11,7 % осіб, у тому числі 18,6 % дітей у віці до 18 років та 5,1 % осіб у віці 65 років та старших.
Цивільне працевлаштоване населення становило 3695 осіб. Основні галузі зайнятості: освіта, охорона здоров'я та соціальна допомога — 21,0 %, виробництво — 20,2 %, роздрібна торгівля — 14,9 %.